# オポチュニティ
オポチュニティ (Opportunity)、正式名称マーズ・エクスプロレーション・ローバーB (Mars Exploration Rover B, MER-B)は、アメリカ航空宇宙局 (NASA) の火星探査車で、マーズ・エクスプロレーション・ローバープログラムで使用された2台の探査車のうちの2号機である。2004年1月25日午前5時5分 (UTC) に、火星のメリディアニ平原に無事着陸した。このちょうど3週間前には1号機のスピリットが平原の反対側に着陸していた。これらの探査車の名前は、NASAが主催した学生のエッセイコンテストで最優秀賞を取った9歳の女の子の案によるものである。
探査車は、NASAが想定した耐用期間をはるかに超えて稼働し、火星の地質学的な分析を行った。一週間ごとの活動の状況は、NASAのジェット推進研究所のウェブサイトで見ることができる。
火星上での移動距離は2013年5月16日に35.760kmとなり、1972年12月に3日間月面を走行したアポロ17号の月面ローバーの35.744kmの米国記録を破った。2013年6月末には走行距離が37kmを越え、世界記録であったルノホート2号の走行距離記録に並び、2014年7月28日、オポチュニティの走行距離が25マイル（約40km）に達し、ルノホート2号の記録を抜いて、41年ぶりに探査車による地球外の走行距離記録を塗り替えたとNASAが発表した
。

## ミッションの概観

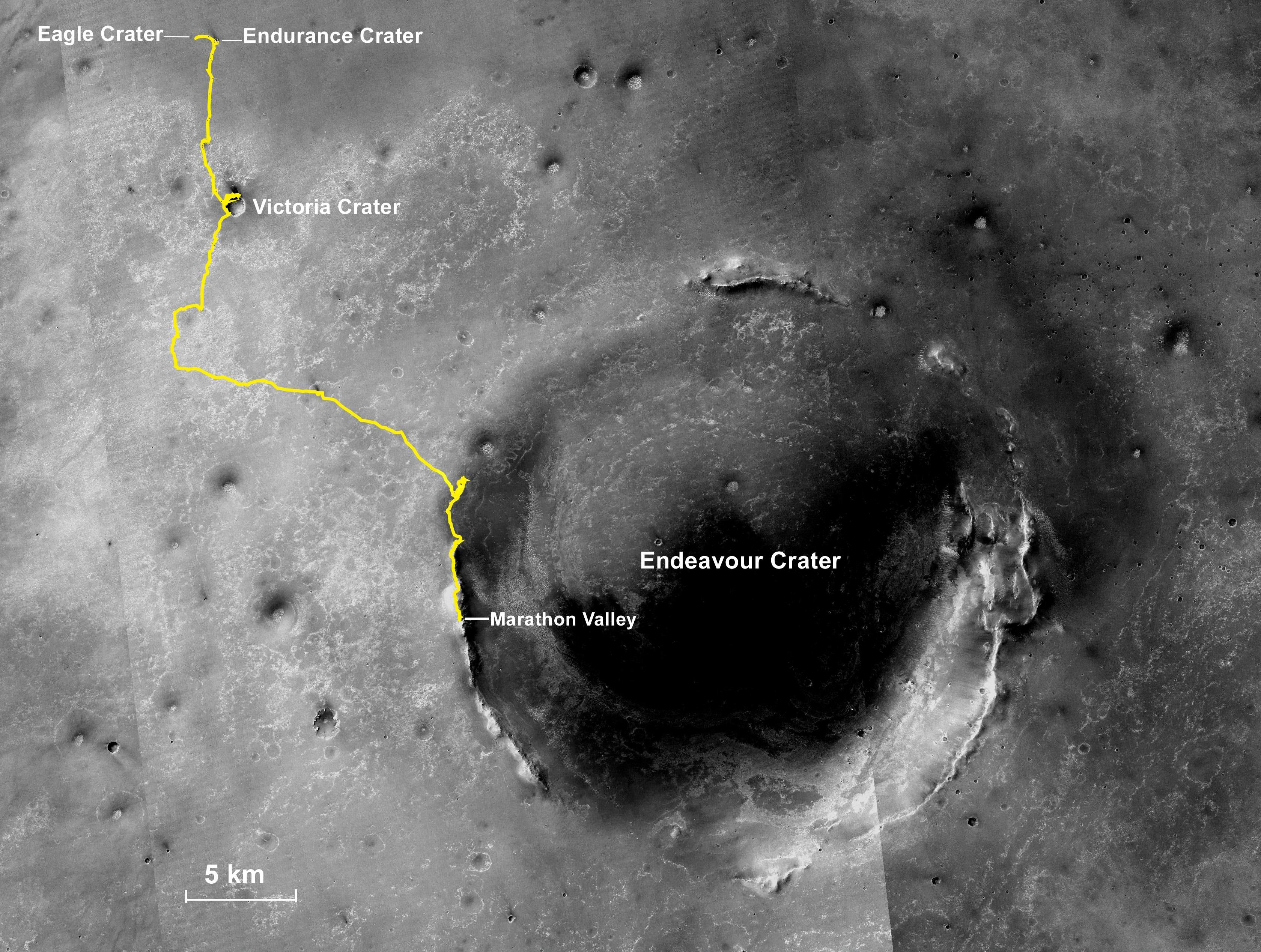
オポチュニティの移動経路

当初は、オポチュニティの活動は90Sol（火星日）間が予定されていたが、何度も延長が繰り返され、2006年11月17日をもって、1,000火星日に達した。オポチュニティは最初に火星に着地した時、たまたま平坦な場所ではなくクレーターの中に着陸したが、土壌や岩石のサンプルの調査、風景の撮影などを行うことができた。この時のサンプルの分析結果より火星の表面に赤鉄鉱が存在することが明らかになり、過去に水が存在していたという仮説が生まれた。
この調査を行った後、オポチュニティはエンデュランスというクレーターを目指して走行し、2004年の6月から12月までここで再び調査を行った。自らの耐熱装甲が捨てられた場所の近くで隕石を発見し、この隕石はヒート・シールド・ロックという名前で知られるようになった。
2005年の4月末から6月始めにかけて、オポチュニティは走行困難な砂丘に突入し、いくつかの車輪が砂に埋まってしまった。6週間以上に渡って、地球上で実験を繰り返し、機能を失わずに脱出するための策が検討された。数センチレベルの緻密な作戦によって、オポチュニティは何とか脱出に成功し、走行を続けることができた。
オポチュニティは2005年10月から2006年3月まで、南方のビクトリア・クレーターを目指したが、その途上でエレバスという大きくて浅いクレーターに立ち寄った。この間に、アーム部分にいくつかの機械的な問題を抱えた。
2006年の9月末、オポチュニティはビクトリア・クレーターの外縁部に達し、外縁に沿って時計回りに探査を続けた後、2007年9月から2008年8月末まで、クレーターの内部を調査した。2008年9月には、オポチュニティがビクトリア・クレーターを出入りする際にできたわだちの写真が公開された。
オポチュニティの活動期間は地球時間の8年を越えた。またスピリットとオポチュニティには、倒壊したワールドトレードセンターに使われていた金属が積まれている。
2014年1月23日、水による作用でできるスメクタイトという粘土鉱物を発見。
2014年1月24日、火星着陸10周年を迎え稼働を続けている。
2014年7月28日、オポチュニティの走行距離が25マイル（約40km）に達し、ルノホート2号の記録を抜き、41年ぶりに探査車による地球外の走行距離記録を塗り替えたとNASAが発表した。
2014年9月、2014年8月からコンピュータの再起動を必要とするトラブルが10回以上発生していた問題に対処するためオポチュニティのフラッシュメモリ再フォーマットを遠隔操作により実施。約2億キロメートル離れた距離からの遠隔操作によるフォーマット作業となった。
2015年3月24日、オポチュニティの走行距離が42.195kmに達した。
2018年6月1日、火星を覆う不透明度10.5の大規模砂嵐により太陽電池での充電ができなくなり、6月6日に低電力モードに移行。6月10日の通信を最後に応答も途絶えた。その後は復旧に向けたコマンド送信が続けられたが、2019年2月14日にはコマンド送信も打ち切りとなり、ミッションは終了した。

## 2004年：着陸と初期の観測

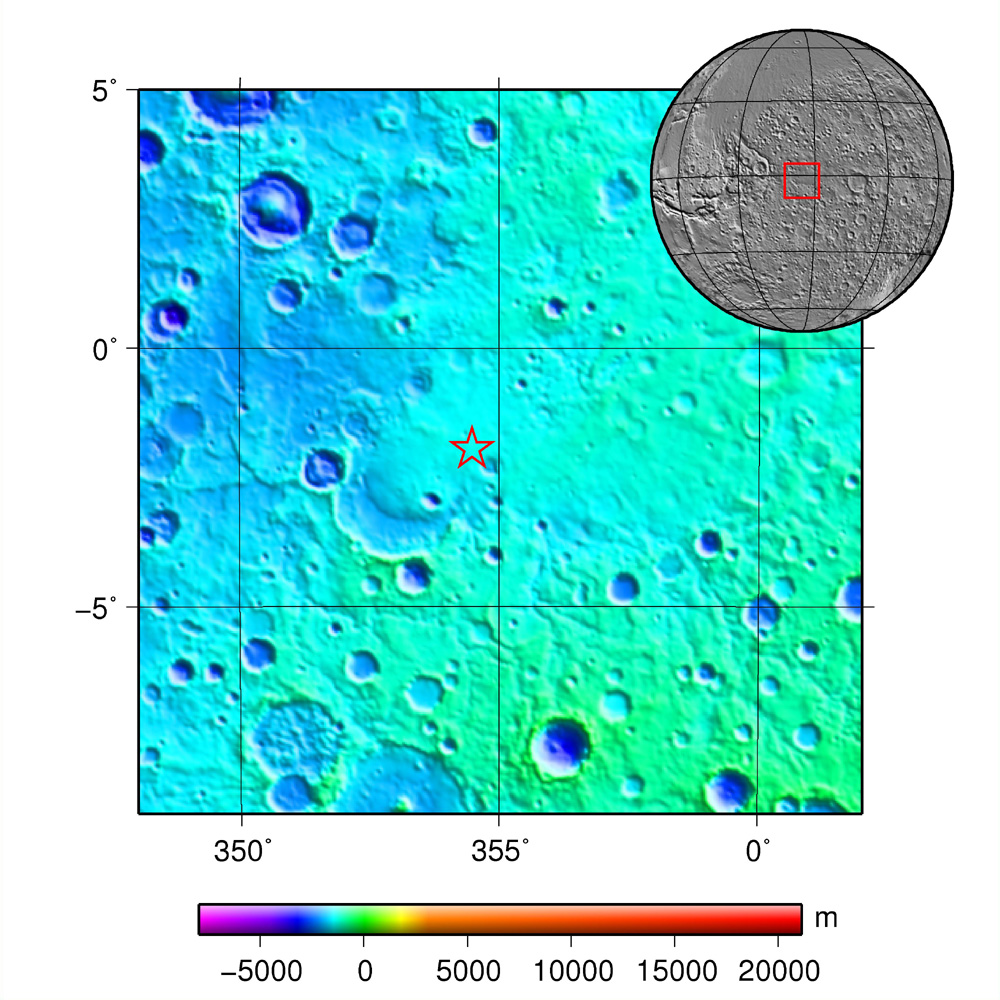
オポチュニティの着陸地点

### 着陸場所：イーグル・クレーター
オポチュニティは、火星の東経354.47°、南緯1.94°の位置にあたるメリディアニ平原の一角に着陸した。これは当初の計算より24kmほど東にずれた場所であった。メリディアニ平原はほとんど平らな場所であるが、オポチュニティは直径約20mのクレーター内に着陸してしまった。NASAの科学者は、たまたまクレーター内に着陸したことを「ホールインワン」と呼んで面白がり、後にこのクレーターは「イーグル」と名づけられた。ここは、それまで火星探査機が訪れた場所の中で最も暗い場所であり、周囲の状況が見えるようになるまで2週間もかかった。
クレーターの赤土の中に無数の岩が露出した様子が、荒い灰色の粒と細かく赤い粒の混合物のように見えて、科学者の興味をそそった。オポチュニティ付近のこの様子は、パノラマカメラで撮影された。現在ではこの岩は、火山活動の痕跡か風か水で運ばれた堆積物であると考えられている。この場所は、オポチュニティ・リッジと命名された。

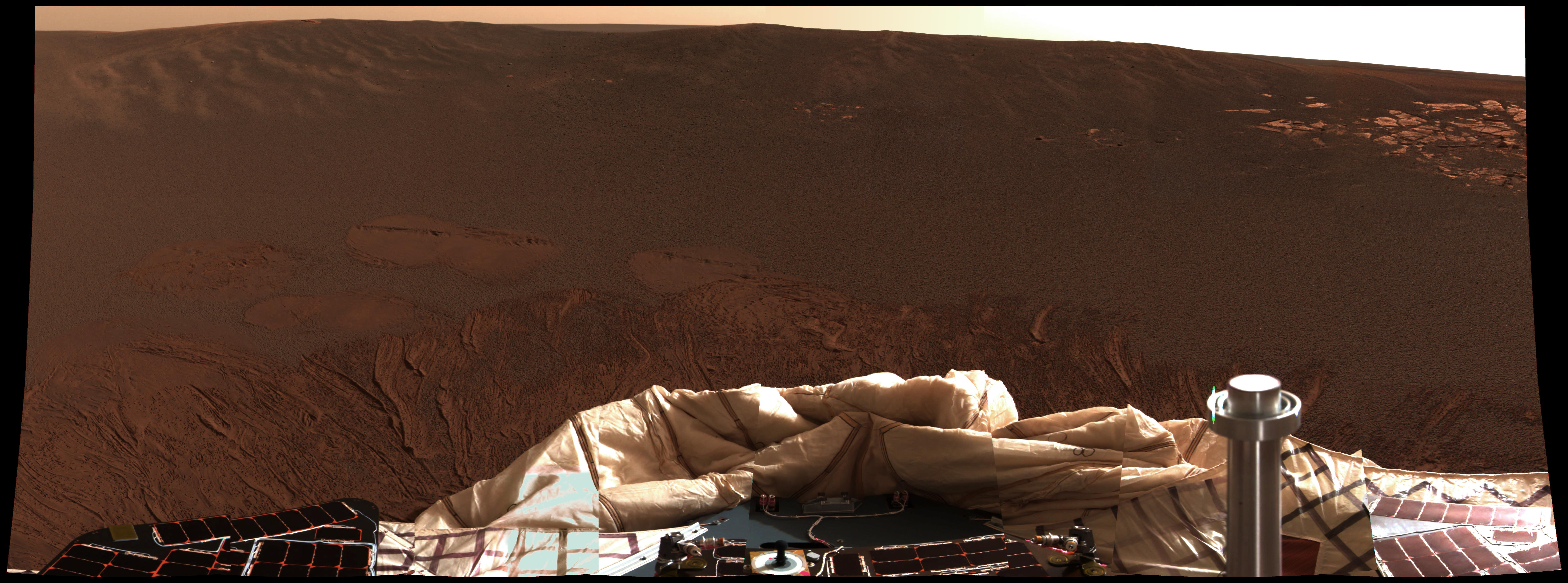
着陸後、初めて撮影されたカラー写真。メリディアニ平原が映っている

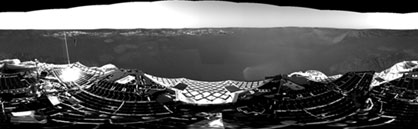
オポチュニティによって撮影された着陸場所の画像

地質学者によると、地面表層が指の厚さほどもないことが、この岩が風や水の堆積物であるか火山の噴出物であることを示しているという。火星探査プログラムに参加する科学者の一人でハーバード大学のアンドリュー・クノールは「それら二つの仮説を区別することは可能だ」と言った。もしもこの岩が堆積物であるなら、風よりも水の方が可能性がありそうだ、とも語っていた。このような岩は10cmほどの高さで、表層は場所によっては数mmほどの薄さである。

### オポチュニティ・リッジの岩
15火星日目に、オポチュニティはこのクレーター内にある「ストーンマウンテン」と名づけられた岩の拡大写真を撮った。これにより、火星の岩は地球のものと比べてとても細かい粒子でできている可能性が高まった。風化や浸食による黒いしみのような模様も見られた。
16火星日目に撮影され、2月10日に地球に送られてきた写真によると、岩盤の薄い表層は小さな角度で収束、分岐が見られた。これは火山流、風、水などの流体によってこの岩ができたことを示していると考えられる。火星に水が存在したという仮説を支持する科学者にとっては、この発見は大きな意味を持つものとなった。

### エル・カピタンの岩
2月19日、オポチュニティ・リッジの探査は成功と宣言され、次の探査の目標が選定された。10cmほどの高さの岩、エル・カピタンはテキサス州にある山の名前から命名された。オポチュニティは27火星日目にエル・カピタンに到着し、パノラマカメラで写真を撮影した。
30火星日目、オポチュニティは岩石採集用のロボットアームを初めて使用し、エル・カピタン近辺の岩を分析した。右の図は、穴を開けて掃除をした後の近影写真である。
記者会見が行われていた3月2日、NASAの科学者たちは岩盤の分析結果から火星に液体の水が存在していたと結論付けるかどうか議論していた。

## 画像

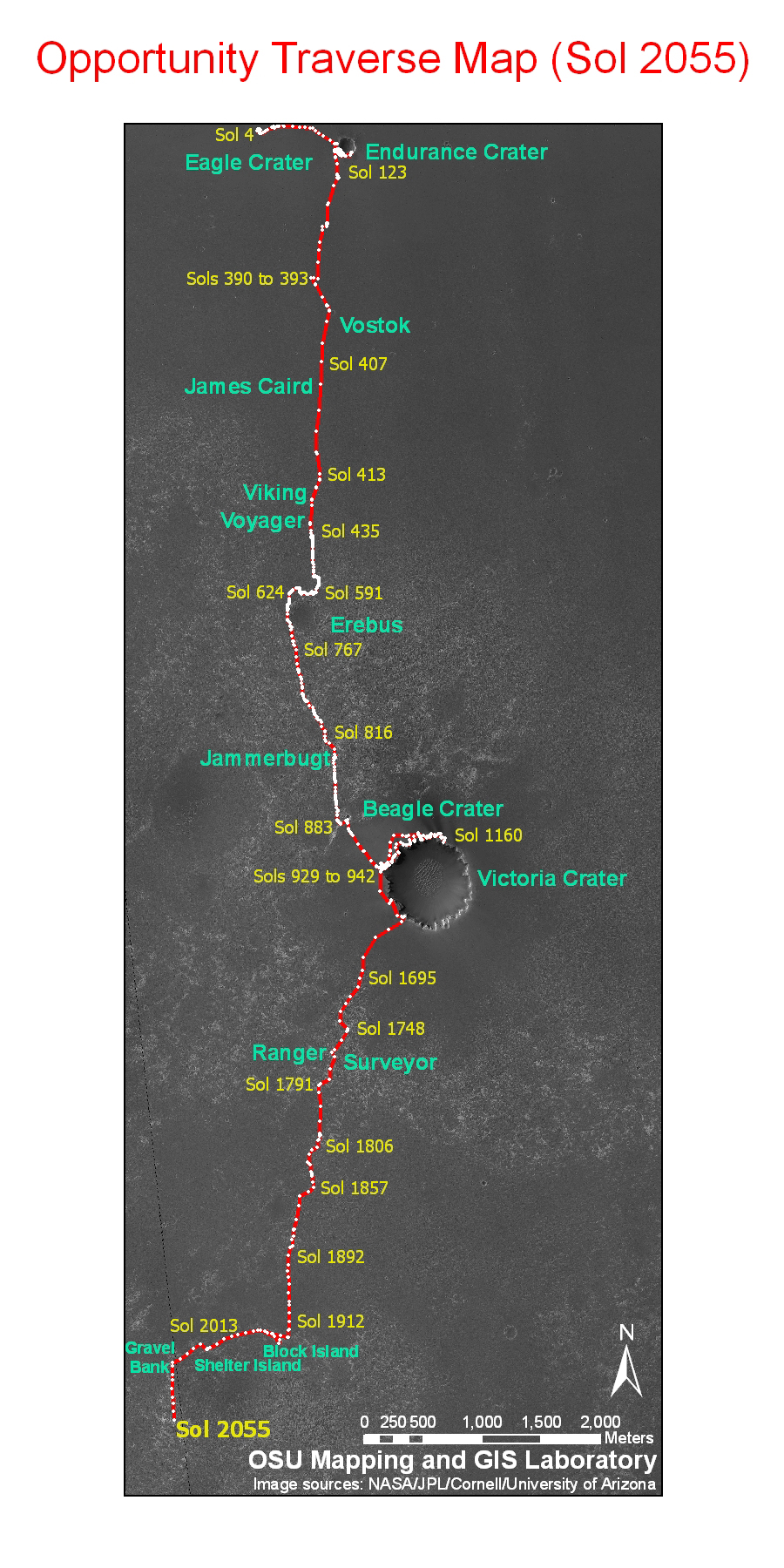
オポチュニティの移動経路（Sol 1からSol 2055）
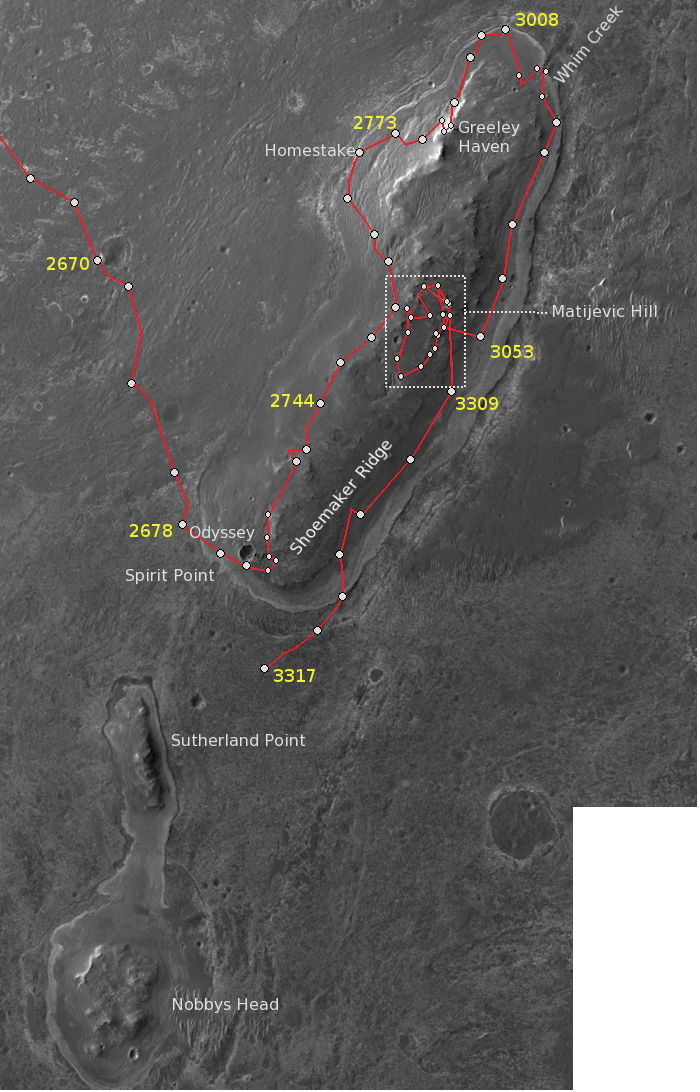
オポチュニティの移動経路（Sol 2678からSol 3317）
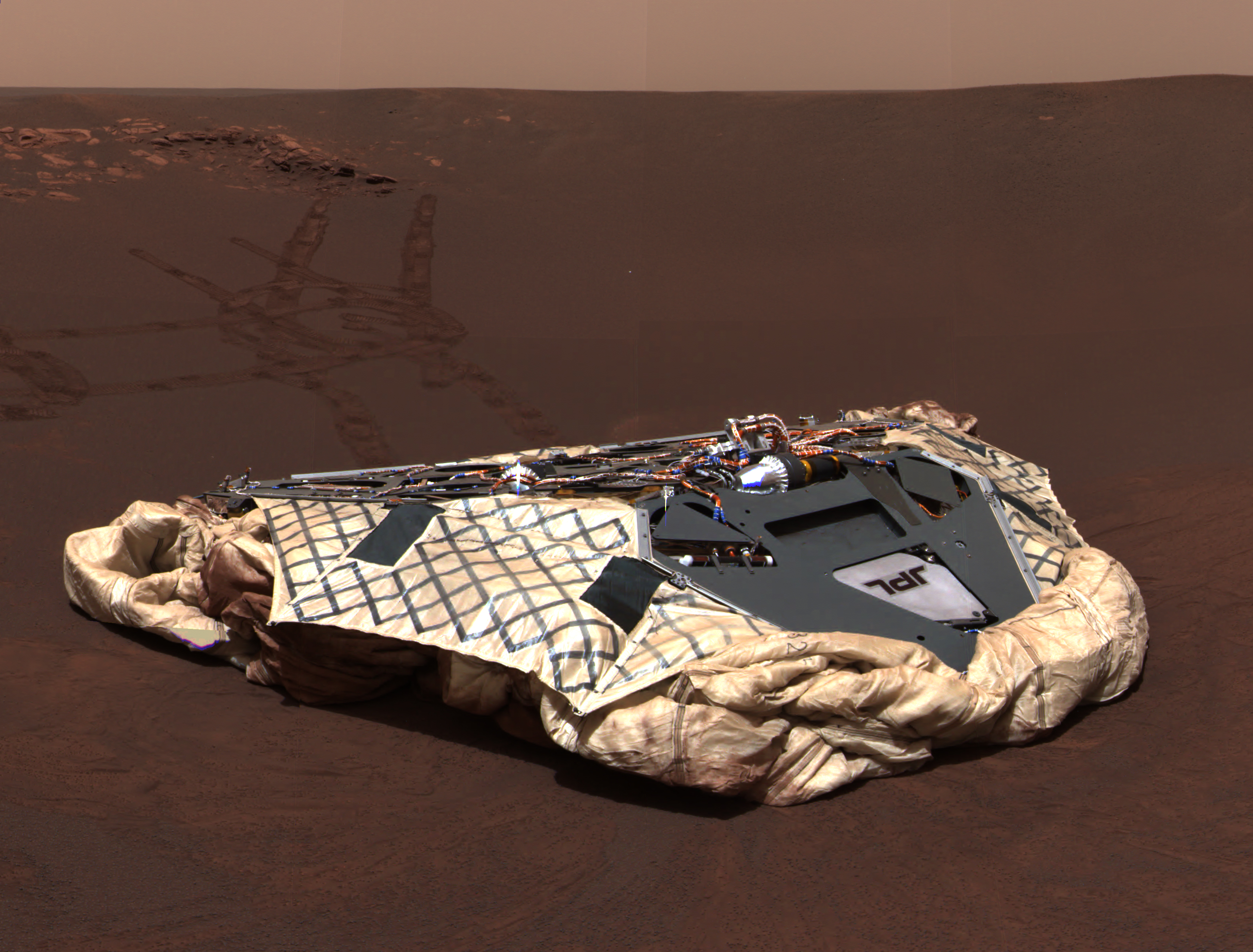
オポチュニティが撮影した使用済みの着陸船
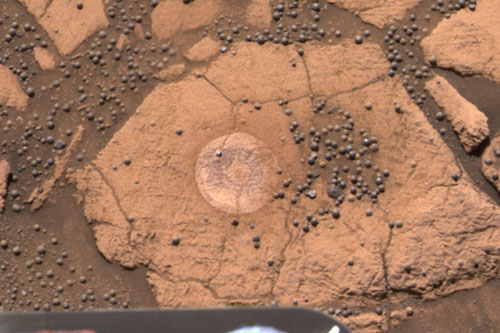
着陸地点イーグル・クレーターで発見されたベリーボウルと呼ばれる水の証拠とみられる岩石
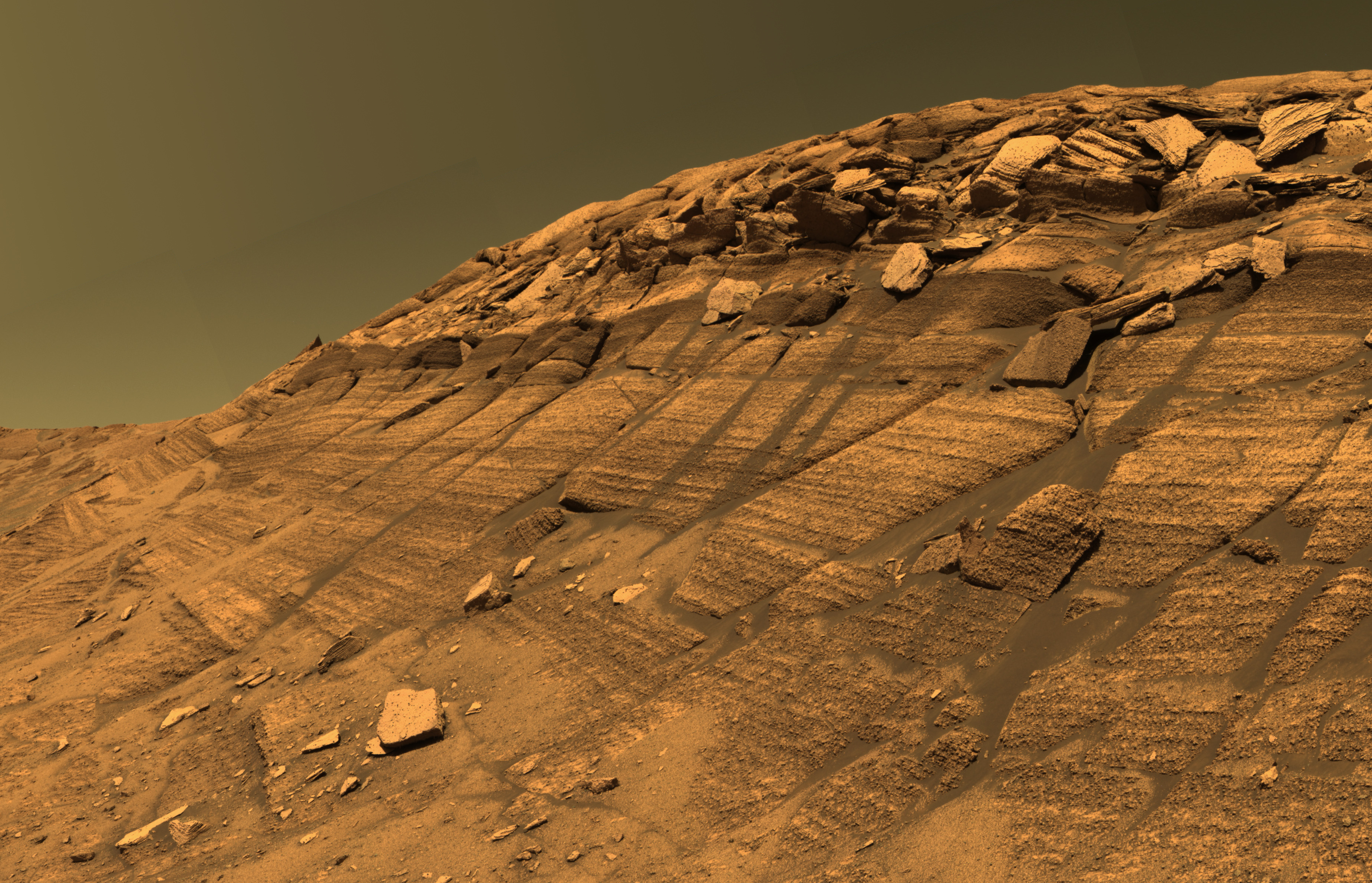
エンデュランス・クレーター（英語版）の崖
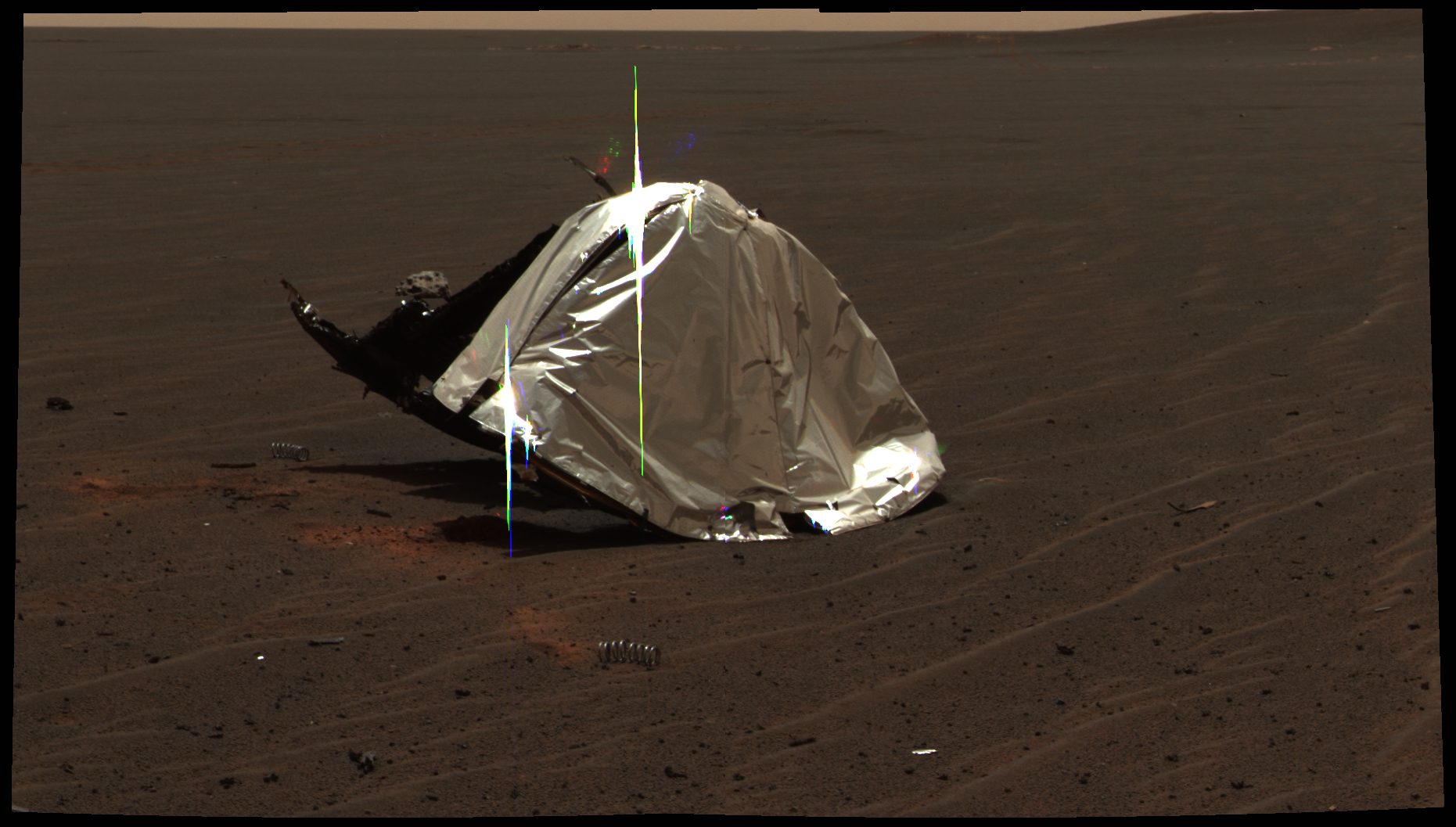
オポチュニティの耐熱シールド
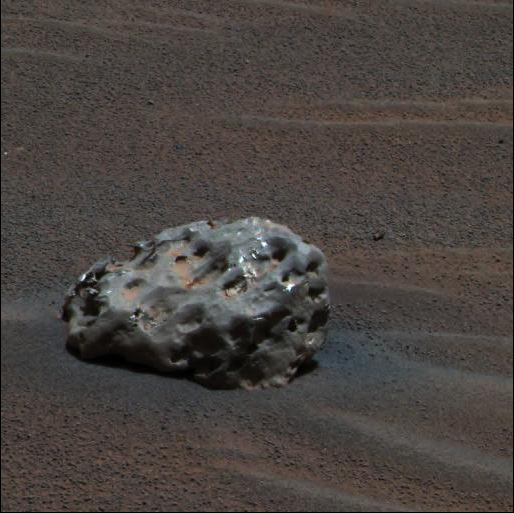
火星で初めて確認された隕石「ヒートシールド岩」
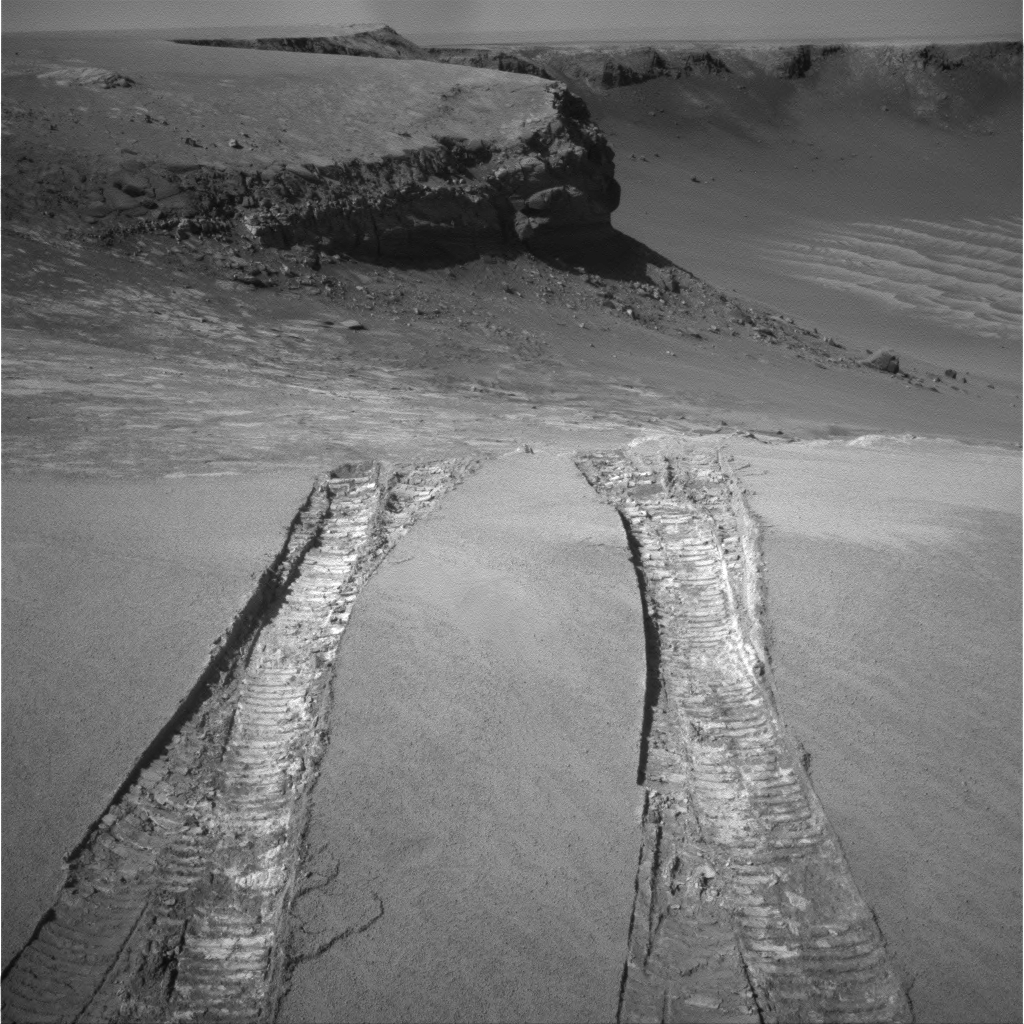
オポチュニティが残した轍
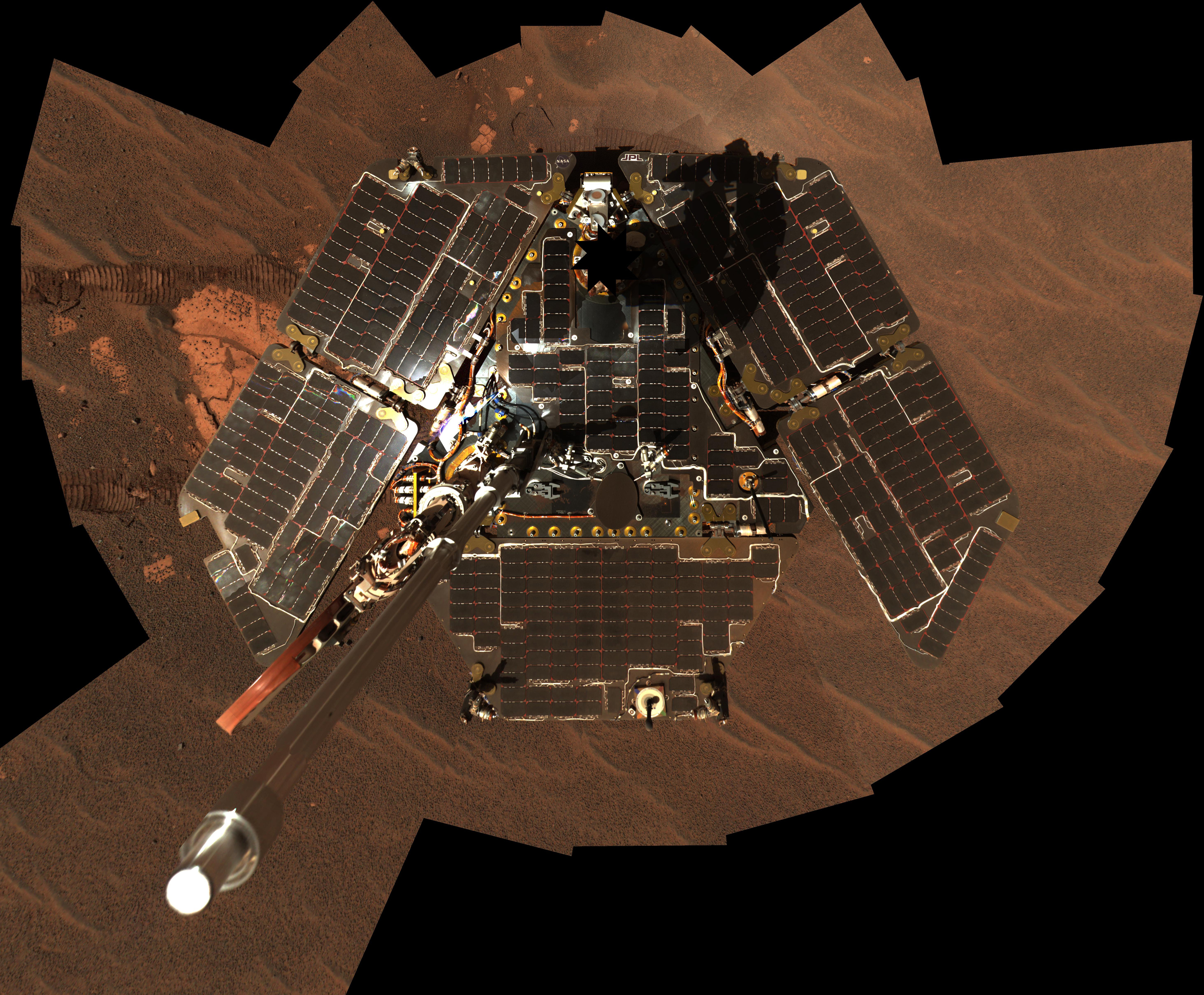
オポチュニティの自撮り写真（2004年）
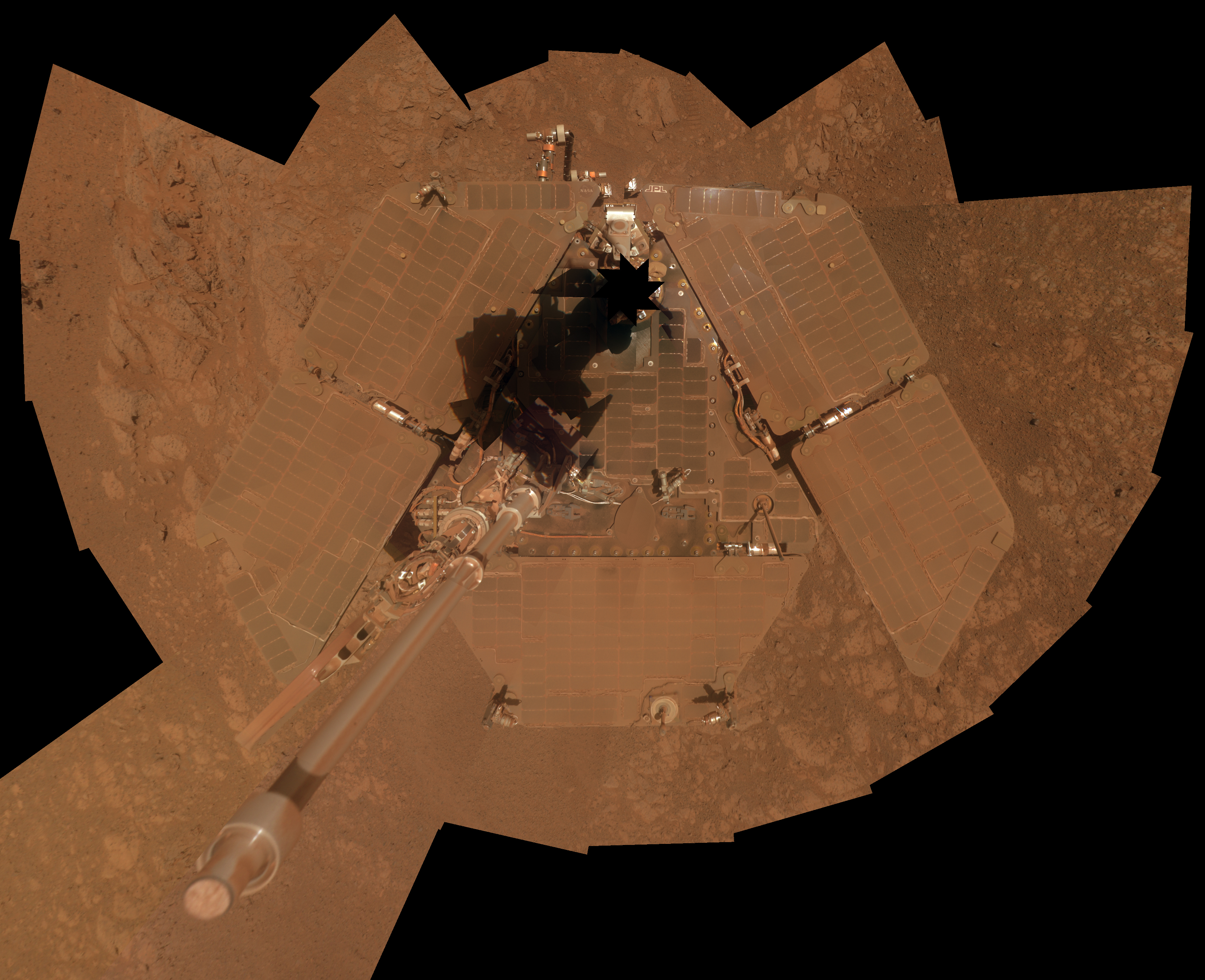
オポチュニティの自撮り写真（2014年）。太陽電池は塵に覆われている。

## オポチュニティを題材にした作品

### 映画
- 『おやすみ オポチュニティ』 - Amazonスタジオ配給。2022年公開のドキュメンタリー映画。

### テレビドラマ
- NHKドラマ10『 宙わたる教室』(3)オポチュニティの轍　初回放送日：2024年10月22日